# Limba napoletană
Limba napolitană (Lengua napulitana în napolitană) este o limbă romanică vorbită în sudul Italiei în regiunile Campania, Abruzzo, Basilicata,   Molise și Apulia,de asemenea este limba vechiului regat al Neapolelui. Limba napolitană este vorbită de un număr de 7,8 milioane de persoane.

## Rădăcini
Fiind o limbă romanică , limba napolitană își are originea în limba latină. De asemenea limba napolitană prezintă urme ale limbelor oscană și greacă, vorbite în zona Napoli până în secolele II-III e.n..De-a lungul timpului unele influențe a altor popoare precum normanzii, francezii, spaniolii sau americanii au contribuit la formarea vocabularului napolitan.

## Comparare cu alte limbi romanice
| Napoletană:                         | Română:                                                | Italiană:                                  | Latină:                                      |
| ----------------------------------- | ------------------------------------------------------ | ------------------------------------------ | -------------------------------------------- |
| Pate nuoste ca staje ncielo         | Tatăl nostru care ești în ceruri                       | Padre Nostro, che sei nei cieli            | Pater noster, qui es in caelis               |
| santificammo 'o nomme tujo,         | sfințească-se numele tău,                              | sia santificato il tuo nome.               | sanctificetur nomen tuum:                    |
| faje vení 'o regno tujo             | vie împărăția ta                                       | Venga il tuo regno                         | Adveniat regnum tuum.                        |
| sempe ch' 'a vuluntà toja,          | Facă-se voia ta                                        | sia fatta la tua volontà,                  | Fiat voluntas tua                            |
| accussí ncielo e nterra             | precum în cer așa și pe pământ                         | come in cielo, così in terra.              | sicut in caelo et in terra                   |
| Fance ave' 'o ppane tutt' 'e juorne | Pâinea noastră cea de toate zilele dă-ne-o nouă astăzi | dacci oggi il nostro pane quotidiano       | Panem nostrum quotidianum da nobis hodie     |
| lèvece 'e rièbbete                  | și iartă păcatele noastre                              | e rimetti a noi i nostri debiti,           | Et dimitte nobis debita nostra,              |
| comme nuje 'e llevamme all'ate,     | precum și noi iertăm greșiților noștri                 | come noi li rimettiamo ai nostri debitori. | sicut et nos dimittimus debitoribus nostris. |
| nun nce fa spantecà,                | și nu ne duce pe noi în ispită                         | E non ci indurre in tentazione,            | Et ne nos inducas in temptationem;           |
| e llevace 'o mmale 'a tuorno.       | ci ne izbăvește de cel rău.                            | ma liberaci dal male.                      | sed libera nos a malo.                       |
| Amen.                               | Amin.                                                  | Amen.                                      | Amen.                                        |

## Pronunție
Ce, ci, che și ghe se rostesc ca în limba română sau italiană. Vocalele finale în napolitană se pronunță ə, sunet asemănător românescului ă.J-ul reprezintă i-ul semivocalic, exemplu tujo se rostește tuiə (tuiă).